# 레이프 본 윌리엄스

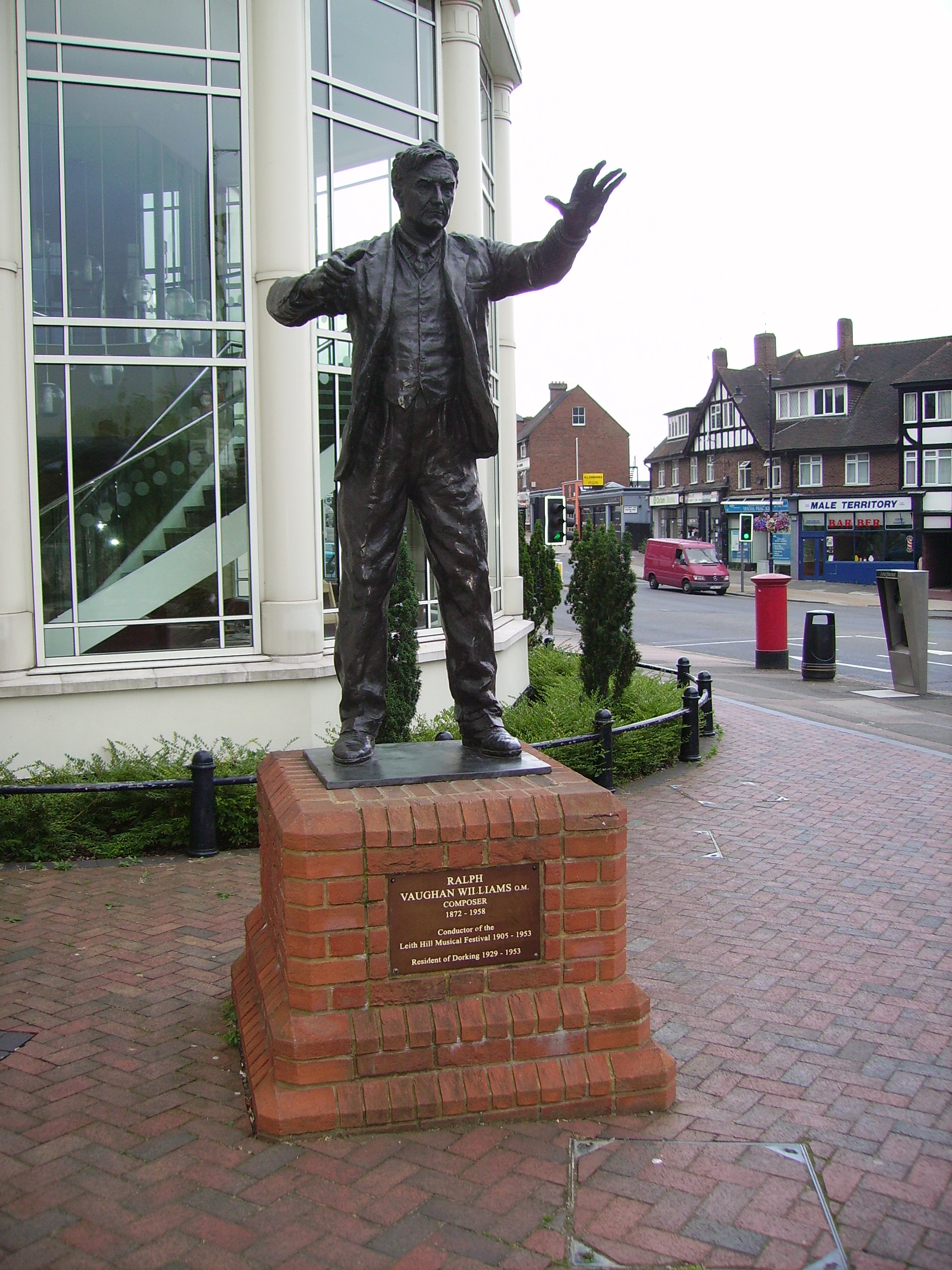
도킹에 있는 랄프 본 윌리엄스의 동상

레이프 본 윌리엄스(영어: Ralph Vaughan Williams, OM, 영국식 영어 발음: /ˌreɪf vɔːn ˈwɪljəmz/, 1872년 10월 12일~1958년 8월 26일)는 영국의 작곡가이다. 낭만주의 작곡가로서 홀스트와 함께 엘가의 대를 이었고 19세기 후반과 20세기 전반의 중요한 영국의 작곡가이자 교사이며, 저술가이자 지휘자였다. 그는 동시대 영국 작곡가 중 가장 중요한 인물로서 20세기 영국 음악의 부흥 크게 이바지한 사람이다. 또한 낭만주의 음악의 마지막 작곡가라고도 할 수 있다.

## 생애

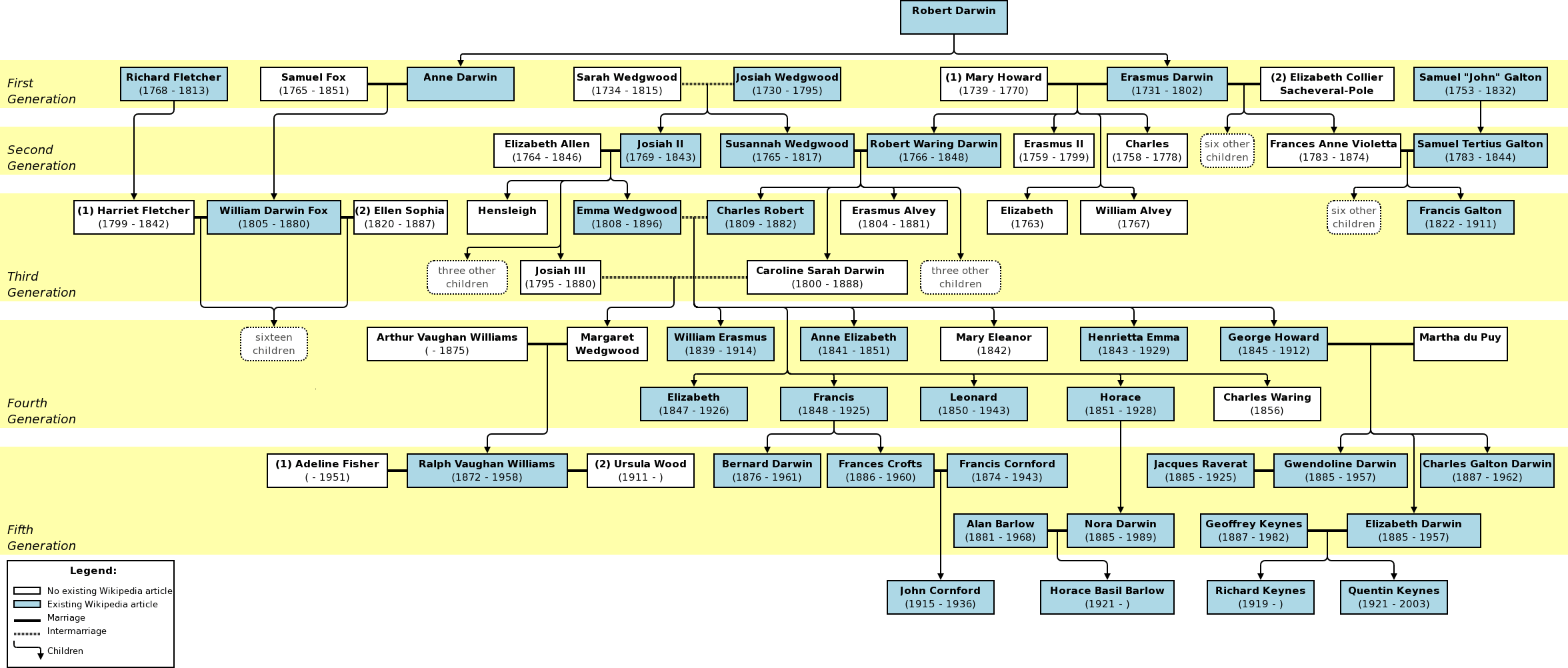
다윈, 웨지우드, 골턴가의 가계도. 본 윌리엄스는 찰스 다윈과 조지아 웨지우드와의 혈연관계로 기록되어 있다.

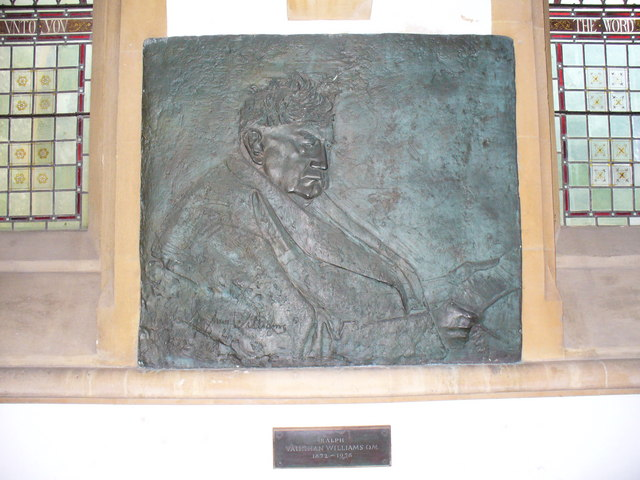
도킹 교구교회에 걸린 본 윌리엄스의 명판.그는 이 땅에서 1905년 레이스 힐 음악제를 만들어 평생토록 몸담았다.

본 윌리엄스는 1872년 10월 12일, 영국 서남부 글로스터셔주에서 태어났으나, 그는 런던 사람임을 자처했다. 그가 3세 나던 해인 1875년에 아버지 아서 본 윌리엄스(Arthur Vaughan Williams)가 세상을 떠나자 그는 어머니의 가족들과 함께 생활하며 그들의 손에 의해 양육되었다. 아버지의 가계는 탁월한 법률가 집안이었으며, 그의 친척인 롤랜드 본 윌리엄스와 부인 로라 본 윌리엄스는 주영국조선공사였던 이한응과 가까운 사이로 이한응에게 편의로 제공한 사람들이였다. 어머니의 가계는 영국 도자기 산업의 아버지 조지아 웨지우드와 진화론을 주창한 찰스 다윈과 연결되는 등 본 윌리엄스는 상당히 유복한 가정에서 태어났던 것이다. 그는 6세 때 일찍부터 음악에 흥미를 보여 이모로부터 처음으로 피아노와 통주저음 및 화성법을 배웠다. 이 무렵 그는 로팅던(Rottingdean)에 있는 예비학교에 다니면서 피아노 뿐 아니라 7세 때 바이올린과 오르간에도 친숙해지게 되었다. 그 후 14세 때 차터하우스(Charterhouse) 공립 학교에 들어가 학교 관현악단에서 비올라를 연주했으며, 다시 런던의 왕립음악대학(RCM)에서 2년, 그 후 케임프리지의 트리니티 대학에서 3년간 수학하여 학위를 받는다. 그 후 다시 왕립음악대학에 가서 몇 년을 더 수학한다. 그 동안 그는 작곡을 페리(Parry), 우드(Wood), 그리고 스탠퍼드(Stanford) 등에게서 배운다.
본 윌리엄스는 학창 시절부터 작곡에 점점 더 열의를 보였으나, 진보가 더딘 편이라서 그를 가르쳤던 우드는 본 윌리엄스가 작곡가 되리라고는 믿지도 않았다. 심지어 이종사촌인 그웬 레이브라트(Gwen Raverat)는 그녀의 케임브리지 시절을 회상하면서 ‘그 어리석은 젊은 친구 랄프 본 윌리엄스는 그토록 희망이 없으리만치 못하면서도 음악을 계속해 나가려고 했다.’고 쓰고 있다. 나중에 본 윌리엄스는 자신도 ‘아마추어적 테그닉’ 밖에 가지지 못했음을 시인한 바 있다. 그리나 그가 젊은 시절에 그렇게 암중모색하지 않을 수 없었던 것은 그의 능력의 부족 때문이 아니라 영국의 음악 풍토에 대한 불만과 그 자신의 길을 빨리 찾지 못했던 까닭이다. 본 윌리엄스는 18살에 왕립음악대학에 들어갔고 23살에 런던 사우스 램버스의 성 바르나바 교회의 오르가니스트로 봉직했다. 작곡가는 교회 예배에서 반주를 하고 합창단을 훈련시키며 지역 합창단과 오케스트라를 직접 창단하기도 했다. 그에게 음악은 이론적인 문제 이전에 언제나 현실적이고 실제적인 것이었다. 그는 스스로 전문가적 기량을 길러야 했음 통감했기에 25살 때인 1897년 애들린 피셔와 결혼한 그는 독일 베를린에서 막스 브루흐를 사사했다. 하지만 10년이 지난 뒤인 1908년 또다시 “둔탁하고 답답하며 막다른 길에 이르렀고, 프랑스적인 품위가 좋을 것 같다”며 파리로 건너가 모리스 라벨에게 배움을 청했다. 하지만 스승 라벨이 오히려 자기보다 3살 연하였다. 브루흐와의 만남이 낭만적 감수성을 일깨우는 데 중요한 역할을 했다면, 라벨과의 교유는 본 윌리엄스가 목말라했던 체계적 관현악 기법을 흡수하는 계기가 됐다.
라벨과의 만남이 처음부터 썩 유쾌한 것만은 아니었다. 본 윌리엄스는 첫 레슨에 자신의 작품을 가져갔지만 라벨은 모차르트의 양식에 따라 작은 미뉴에트를 작곡하라는 과제를 내줬다. 본 윌리엄스는 “모차르트의 미뉴에트나 쓰려고 내 시간과 작업, 경력을 다 바쳐서 여기까지 온 것이 아니다.”라고 반발했다. 하지만 이런 충돌 덕분에 오히려 세 살 터울의 두 작곡가는 손쉽게 사제이자 친구가 될 수 있었다.
훗날 본 윌리엄스는 “라벨은 선율 대신에 음색이라는 관점에서 어떻게 관현악을 쓸 것인지 일러주었다. 예전과는 완전히 다른 시각에서 예술적 문제들을 바라볼 수 있는 경험이기도 했다”고 기억했다. 관현악을 통해 자신의 감수성과 문제의식을 풀어 갈 방법론을 얻게 된 것이었다. 라벨은 후에 “내 음악을 쓰지 않은 유일한 나의 제자”라고 본 윌리엄스를 평가했다.
1903년부터 구상에 들어갔던 교향곡 1번 ‘바다’가 라벨과의 만남을 거쳐 6년여 만인 1909년에 완성된 것도 우연은 아니었다. 라벨은 제자의 작품을 프랑스 음악계에 소개하기 위해 애썼고, 본 윌리엄스는 스승을 영국에 초청하면서 음악적이고 인간적인 교유를 이어갔다. 라벨은 “나는 파리지앵이지만 런던을 그리워하는 파리지앵”이라는 편지를 제자 본 윌리엄스에게 보냈다.
본 윌리엄스의 스승이 라벨이었다면, 음악적 동반자는 <행성조곡>의 작곡가 구스타프 홀스트였다. 본 윌리엄스는 2년 연하인 홀스트와 1896년 왕립음악대학에서 만난 직후부터 곧바로 절친한 친구가 됐다. 본 윌리엄스가 “내 음악에 가장 큰 영향을 미쳤다”고 평했던 홀스트는 17세기 이후 오랫동안 묻혀 있던 퍼셀의 오페라 <디도와 아이네이아스>와 <요정 여왕>등을 잇달아 지휘, 연주하면서 영국 음악의 전통을 재조명했다. 이런 의기투합을 통해 본 윌리엄스와 홀스트는 20세기 초반 영국 음악계를 주도하는 주역으로 떠올랐다.
1910년 본 윌리엄스에게 전환점이 찾아왔다. 오랜 기간 심혈을 쏟았던 교향곡 1번 ‘바다’가 리즈 페스티벌에서 그해 10월 빛을 본 것이다. 오랫동안 악보 상으로만 존재했던 작품이 실제 소리를 내게 됐고, 본 윌리엄스는 초연 직전 며칠간 제대로 먹지도 잠들지도 못할 정도로 초조해했다. '바다교향곡' 초연 직전인 9월에는 글로스터의 합창 페스티벌에서 <토마스 탈리스 주제에 의한 환상곡>도 초연되었다. 이 무대에서 함께 선보인 작품이 바로 에드워드 엘가의 <제론티우스의 꿈>이었다. 본 윌리엄스의 출세작이 된 이 환상곡에는 작곡가가 채집하고 발굴했던 튜더 왕조 시대 영국 음악의 정취가 그대로 녹아 있었다. 구스타프 말러의 천인교향곡 초연에도 참석했다.
이 때 그는 창조적 구원을 외국 모델을 모방함이 아니라 자신이 태어나 자라온 영국의 여러 원천들을 사용하여 창조적으로 재생성시키는 데서 찾아야 함을 깨달았다. 그리하여 그는 영국의 민요와 엘리자벳 시대의 음악들에 관심을 기울이고, 이어 음악적 시민의식이라는 자신의 철학을 발전시켜 나간다. 이러한 흥미와 이상을 그는 왕립음악대학 동창생이자 친구인 구스타브 홀스트(Gustav Holst)와 함께 추진하여 수많은 민요의 채집에 나선다. 홀스트와의 이렇게 맺어진 우정은 매우 특별한 것으로서 그 두 작곡가들은 서로의 작품을 서로 칭찬하고 비판해주면서 자신의 기법을 더욱 발전시킬 수 있었던 것이다. 이러한 교우 관계는 1934년 홀스트가 죽을 때까지 지속되었다.
본 윌리엄스는 9편의 교향곡과 다른 관현악 작품들, 가곡들, 오페라와 많은 합창곡들을 발표했다. 다양한 규모와 형식을 가지고 있는 본 윌리엄스의 음악은 민족적이고 세계적인 2가지 원천으로부터 꾸준히 유도되었다. 하나는 홀스트와의 우정을 지속하면서 채짐한 영국 민요와 성가이고, 다른 하나는 바흐, 헨델, 드뷔시와 라벨의 서구적 전통이 바로 그것이다. 그러나 그의 음악의 근본적인 본질은 어느 유력한 한 작곡가의 영향으로부터 암시될 수 있는 것보다 훨씬 심원한 깊이를 가진다. 그의 작품은 “작곡가는 스스로를 결코 닫지 말고 예술을 생각하며, 동시대의 사람들과 같이 살고 호흡하여 자신의 작품을 사회의 모든 삶의 표현으로 만들어야 한다”는 그의 말에 대한 본보기이다.
제1차 세계대전에 영국 왕립의무대원으로 참전했던 본 윌리엄스는 전쟁이 끝난 뒤인 1919년 모교인 왕립음악대학 교수로 부임했다. 당시 작곡가는 47살이었다. 1921년에는 바흐 합창단의 지휘자로 부임했고 아내의 신병 치료로 1928년 사임할 때까지 <마태 수난곡>과 <요한 수난곡>, <B단조 미사> 등을 연주하며 바흐의 종교음악을 의욕적으로 재조명했다.
당시 바흐 연주는 300명에 이르는 합창단원을 기용해 독일어 가사를 때때로 영어로 바꿔 부르고 하프시코드 대신 피아노를 사용했다. 작곡 당대의 옛 악기와 연주법을 적극적으로 되살리는 ‘시대연주’가 대세를 이루는 오늘날의 관점에서는 지극히 전통적이고 낡은 연주법이지만, 본 윌리엄스는 타계하기 직전까지 한 해도 거르지 않고 바흐의 종교곡을 지휘할 만큼 애착을 쏟았다. 영국이 20세기 후반 ‘시대연주’의 강국으로 떠오를 수 있었던 것도, 어쩌면 역설적이게도 복고적이지만 헌신적으로 바흐에 매달렸던 본 윌리엄스의 공이 컸는지 모른다.
1940년부터 1946년까지 본 윌리엄스는 새 영어 찬송가집의 편집자로 활동했다. 이 때의 경험을 그는 “세계에서 최고의 작품들과 가까이 접촉한 2년 동안 많은 소나타와 푸가에서 받은 것보다 더 좋은 음악 교육을 받았다.” 고 쓰고 있다. 그는 스스로 6곡의 새곡을 작곡했으나, 그 말은 겸손하게도 쓰지 않고 있다. 성가집에서 편곡한 작품들, 찬양가 모음집, 그리고 옥스퍼드 캐롤집 등 그는 일생 동안 국민 음악에 대해 순수한 흥미를 명백히 보여준다. 그에 대한 다른 증거들은 레이트 힐(Leith Hill)음악제의 연례 행사에서 1909년부터 1953년까지 그가 지방 아마추어 가수들 및 연주가들에게 바흐와 다른 유명 작곡가들의 작품 공연을 지도하였다는 점 및 그동안에 베네딕트 등의 음악의 예로는 현악4중주 2곡, ‘악기들의 모든 결합’을 위해 쓴 ‘가계음악’(Household Music)과 3중 현악 합주를 위한 ‘합주 협주곡’등이 있다. 특별한 행사를 위해 쓴 작품들도 있는데, 1950년의 합창제를 위해 쓴 ‘사계절의 민요들’ 그리고 관현악과 16인의 솔로를 위한 ‘음악의 세레나데 (Serenade to Music)’등이 있으며, 확성기와 소프라노 솔로 그리고 합창과 관현악을 위한 ‘추수의 노래 (A song of Thanksgiving)' 및 기타 영화음악 등도 작곡한다.
본 윌리엄스는 말년의 인터뷰에서 “‘모더니즘이냐 전통적이냐’ 하는 것은 무의미하다. 중요한 건 ‘자기 자신에게 충실한가’라는 점”이라고 했다. 70살의 작곡가가 존 버니언의 종교소설 <천로역정>에 바탕을 둔 교향곡 5번을 발표했을 때 모두 ‘백조의 노래’가 될 것이라고 여겼지만, 86살의 나이로 세상을 떠날 때까지 16년간 4곡의 교향곡을 더 쏟아냈다. 결국 그의 마지막 교향곡인 9번은 타계 1년 전인 85살 때 완성됐고, 3개월 전에 초연됐으며, 숨을 거둔 후에 녹음됐다.
1952년부터 지휘자 에이드리언 볼트가 작곡가의 교향곡 전곡을 처음으로 녹음하기 시작하자, 본 윌리엄스는 현장을 직접 찾아가 감독하고 조언을 건넸다. 수수께끼같은 교향곡 6번 마지막 세션에서, 그는 짦은 스케치가 연주될 때 볼트와 오케스트라에 '이 이상으로 진심이 와닸는다'라고 감사를 표했다. 레코드는 후에 LP음원으로 수록되었다. 그는 교향곡 9번의 첫 녹음에 참여할 예정이었으나 8월 26일 교향곡 9번 녹음 세션하기 전야(前夜)에 세상을 떠났고 볼트는 이번 녹음이 작곡가를 추모하는 것이 될 것이라고 밝혔다. 시신은 웨스트민스터 사원에 안장되었다.

## 작품 성향

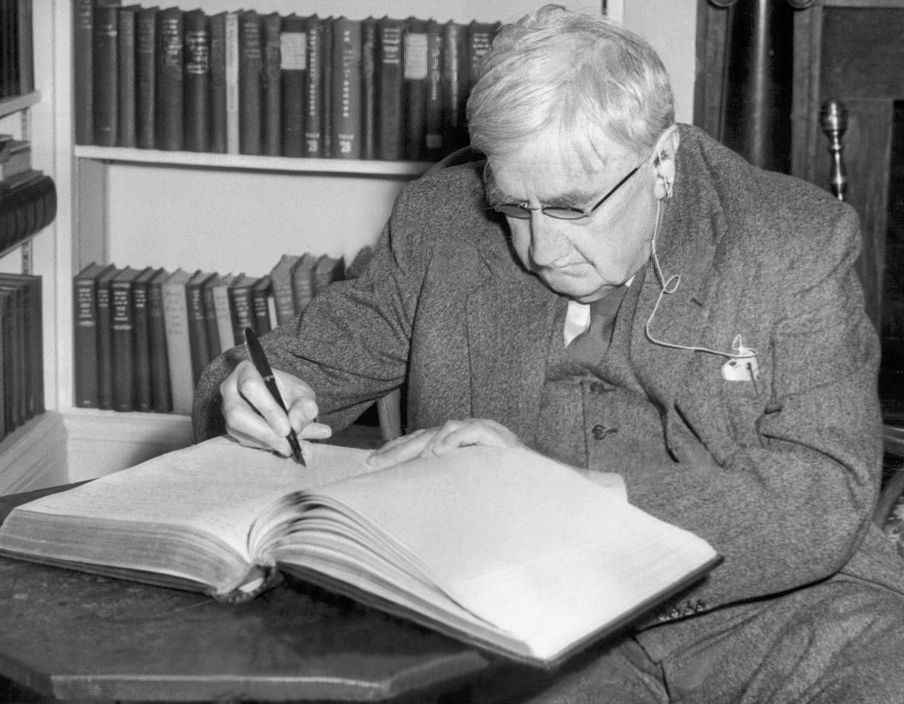
본 윌리엄스, 1954년

1904년 10월 영국 모닝 포스트 신문에 영국의 민요에 대한 특집 기사가 실렸다. 기사는 에식스 일대의 민속음악 전통이 빈약하다는 걸 꼬집고 있었다. 이 기사를 읽고 당시 34살의 한 작곡가가 반론을 보냈다.
“저는 브렌트우드 근처의 인그레이브에서 방대한 민요를 채집해 왔으며 그곳에서는 ‘옛노래’를 부르고 있는 부인들이 적지 않았습니다. (중략) 인그레이브만이 유독 예외적인 마을은 아닐 겁니다. 에식스만이 아니라 영국 전역의 모든 마을에 전통 민요를 발견할 수 있는 광대한 유산이 똑같이 존재한다고 믿습니다.”
이 편지를 보낸 주인공이 레이프 본 윌리엄스였다. 케임브리지 대학과 영국 왕립음악대학에서 공부한 작곡가는 한 해 전인 1903년부터 영국 민요를 수집하고 있었다. 당초 ‘영국 찬송가의 과거와 현재’를 책으로 펴내자는 제안을 받은 작곡가는 “대략 두 달 정도 걸릴 것이라고 예상하고 받아들였지만 기왕 시작하려면 제대로 완벽하게 해야 한다는 결론에 이르렀고 결국 2년 정도 소요됐다"고 회상했다.
당시 본 윌리엄스는 찬송가와 민요뿐 아니라 뱃노래까지 800여 곡을 채집했고 이 작업을 통해 잠들어 있던 영국의 민속음악을 일깨웠다. 선율이 남아 있지만 노랫말이 사라진 작품은 작사자에게, 거꾸로 가사는 남아 있지만 멜로디는 유실된 곡은 동료 작곡가들에게 창작을 의뢰하면서 복원을 시도하기까지 했다. 훗날 본 윌리엄스는 “2년간 이 세상에서 가장 최상의 것과 긴밀하게 교제한 것은 그 어떤 소나타나 푸가보다 훨씬 더 나은 음악교육이었다.”고 회고했다. 이는 바르토크 벨라와 졸탄 코다이가 동유럽에서 현장 답사를 거쳐 자신의 작품을 통해 민족음악의 발전을 이끌었던 시기와도 대략 일치한다.
1912년 1월 본 윌리엄스는 “작곡가의 양식은 무척 개인적이겠지만 그 개인 역시 한 나라의 구성원이며 가장 위대하고 잘 알려진 예술가들은 가장 국민적인 예술가이기도 했다. 바흐, 셰익스피어, 베르디, 월트 휘트먼은 모두 세계인이고자 했지만 예술적 영감의 출발점은 항상 민족이었다.”는 자신의 음악적 자의식과 지향점을 집약한 내용의 강연을 했다. 이런 작곡가의 생각은 20여 년 뒤인 1935년 <민족음악>이라는 책으로 정식화되기에 이른다.
왕립음악대학(RCM)에서 휴버트 패리와 찰스 스탠퍼드에게 배운 후 베를린에서 막스 브루흐에게 사사하였다.
그는 영국의 민요와 튜더 왕조의 교회음악에 관심을 보였으나 특히 민요에 깊은 애착을 품고 스스로 노퍽 지방에서 민요를 채집하였다. 3개의 노퍽 랩소디(1906-1907)로부터 전원교향곡(1922)에 이르는 일련의 작품은 이 민요에 쏠린 결과 생긴 것이었다. 본 윌리엄스는 대기만성형의 작곡가로 최초의 중요한 작품, 합창과 관현악을 위한 〈미지의 국토로〉가 발표된 것은 1907년, 35세 때였다. 이 스탠퍼드류의 고전주의에 물든 작품은 그의 존재를 일부의 음악애호가들에게 인식시켰지만 그는 더욱 연찬을 쌓기 위해 1908년 파리에서 라벨에게 8개월간의 개인교수를 받았다. 그 다음해에 발표된 가곡집 《웬로크의 봉우리에서》는 그의 독창성을 잘 보여준 작품이다.
그 후 교향곡 1번 〈바다교향곡〉(1910), 교향곡 2번 〈런던교향곡〉(1914)으로 세인의 주목을 끌었으나 제1차 세계 대전 중엔 간호병 및 포병사관으로 프랑스에 종군하여 한동안 창작활동은 중단되었다. 전후 왕립음악대학 교수와 바흐 합창단의 지휘자로 임명되었으며 1922년 교향곡 3번 〈전원〉을 발표하여 작곡가로서 부동한 지위를 확립하였다.
만년에는 난청으로 괴로움을 겪었지만 최후의 10년간에는 4곡의 교향곡을 작곡하는 등 점점 정력적인 창작활동을 계속하여 원숙된 작품을 남겼다. 작품으로는 앞서 나온 것과 〈남극교향곡〉(제7번, 1953)을 포함한 9곡의 교향곡, 오페라 〈소몰이 휴우〉>, 〈사랑의 존 폴스타프〉, 〈탈리스의 주제로 된 환상곡〉, 〈피아노 협주곡〉, 〈바이올린과 관현악을 위한 콘체르토 아카데미곡〉, 〈미사곡 사단조〉, 오라토리오 〈성도(聖都)〉 등이 있다.
작곡가는 생전에 엘가를 잇는 영국 음악의 계승자로 추앙받았지만, 엘리자베스 러천스 같은 영국 현대 작곡가들은 ‘쇠똥’ 같은 음악을 끼적거린 것에 불과하다고 맹렬하게 비판했다. 작곡가이자 비평가인 피터 월록도 본 윌리엄스의 교향곡 3번 ‘전원’에 대해 “대문을 쳐다보고 있는 소 같다.”고 평한 적이 있다. 이를테면 본윌리엄스는 ‘계승’보다는 ‘단절’의 대상에 가까웠던 셈이다.
반면 작곡가 타계 50주기였던 2008년을 맞아 “본 윌리엄스야말로 20세기 영국 작곡가 가운데 가장 재평가가 시급하다”는 전기 작가 스티븐 존슨의 말처럼 긍정적인 재조명 움직임도 활발하게 벌어지고 있다. 실제 ‘전원’이라는 표제처럼 평화로운 교향곡 3번 이후에 발표한 교향곡 4번은 베토벤의 교향곡 5번에서 영향을 받아 격렬한 갈등과 분노가 용솟음치고 있다. 베토벤 교향곡의 5번과 6번이라는 순서가 본 윌리엄스에게는 4번과 3번으로 뒤집힌 셈이다. 그 직전 1931년에 발표한 피아노 협주곡은 헝가리의 동시대 작곡가 바르토크 벨라를 사로잡기도 했다.
본 윌리엄스는 가장 영국적인 작곡가로 추앙받았고 숱한 종교곡을 남겼지만, 평생 무신론과 불가지론에 기울었다. 또한 젊은 시절 영국식 페이비언 사회주의에 경도됐지만 전쟁이 발발했을 때는 42살의 나이로 기꺼이 참전했을 만큼 내면적으로는 모순과 갈등으로 가득했던 인물이기도 했다. 이러한 재평가 작업에서 흥미로운 언급 가운데 하나가 영국 평론가 리처드 모리슨의 말이다.
“숭배자나 혐오자 모두에게 본 윌리엄스는 영국의 역사와 풍경을 상징한다. 하지만 20세기 후반 영국이 제국주의 시절에 대한 죄책감, 세계적 영향력의 쇠퇴, 정체성의 위기 등을 겪으면서 과거 문화를 기념하는 것을 점차 불편하게 여기게 됐다.”
1935년 영국 왕실로부터 메리트 훈장(Order of Merit, OM)을 받았다.
레이프 본 윌리엄스는 근대 영국의 음악가 중에서 가장 영국적인 작곡가라고 일컬으며, 그의 명상적인 작풍은 웅대한 규모와 소박한 아름다움마저 지니고 있다고 평가된다.
본 윌리엄스의 이와 같은 할동과 작품들은 크고 작은 규모의 교향곡들, 그리고 다른 거의 모든 작품들에 깊이 뿌리박고 있는 민족적 성격이 영국의 민요를 그대로 모방하거나 혹은 그것을 기초로 하여 만들어진것이 아니며, 또 엘리자베스 여왕 시대의 방식대로 선법적 화성을 쓰는 것과는 전혀 무관하다는 사실을 입증해 준다. 이러한 작품들은 다만 그의 자연스러운 생활 방식의 표현일 뿐이다. 그의 양식은 주로 그의 교향곡들에서 잘 나타나는 바 , 인상주의적 흔적도 얼핏 보이지만 라벨로부터 배운 관현악법, 특히 '선적인 면보다는 음색 면에서 관현악을 작곡하는 법'이 두드러진다. 이러한 특성은 그의 〈교향곡 2번 '런던'〉에서 전 나타내며, 이 교향곡은 맨델스존의 〈이탈리아〉 슈만의 〈라인〉과 유사한 느낌의 교향곡으로서 런던의 분위기와 인상들을 부드럽게 불러 일으켜 준다. 이어 1922년에 작곡된 〈교향곡 3번 '전원'〉은 〈런던〉보다 훨씬 덜 형식적이며 악기의 음색은 변하지만 하나의 분위기가 전체에 흐르고 있다. 반면에 교향곡 4번은 불협화의 요소와 격정을 담고 있으며, 이 4번 교향곡과 다음 작품인 5번, 그리고 6번은 본 윌리엄스의 작품 세계의 특징, 즉 4번은 전쟁을 예언하고, 6번은 전쟁의 본질을 묘사하고, 5번은 평화의 환상을 그린 작품들로 이해되어 왔다. 물론 작곡가 자신은 이에 대해서 어떠한 표제음악적 해석도 제시하지 않는다. 한편 교향곡 7번 '남극'은 각 악장에 이 작품의 지초적 이해를 돕는 간단한 표제가 붙어있는데, 영웅적인 스코트(Scott) 대령과 그의 부하들, 나아가서 불가항력적인 자연의 힘에 대항해 싸우는 모든 사람들에게 바치는 찬사로 이 교향곡은 작곡되었다.
본 윌리엄스는 이론, 특히 실용적 측면에서 거의 무시되는 이론에 대해 불신임하는 영국인의 전형적인 자세를 가진, 대체로 보수적인 낭만주의 작곡가였다. 그의 작품에서는 대부분이 불협화음들로 된 악절들에서까지 영국의 전통에 따른 부드럽고 듣기 좋은 음향에 대한 민족적 본능을 넘어서져 않았으며, 19세기 후반, 20세기 낭만주의 작곡가답게 조성의 법위가 넓었지만 그것이 불확실성의 영역에까지 확장되지는 않는다. 근본적인 단순성과 유머감각, 낭만적 수사에 대한 공포가 극히 윤리적이며 신비하기까지 한 감정들과 공존한다. 본 윌리엄스에 대한 모든 평가는 그의 영국적임만을 강조해 왔다. 사실 이것은 음악 양식의 문제이기보다는 기질과 성격의 문제로서 그가 행한 모든 것에 이러한 요소가 배어 있음을 느낄 수 있을 것이다. 그러나 결국 그의 음악의 특별한 내용에, 즉 민족주의보다는 그의 개성적인 측면에 더욱 관심이 기울어져야 할 것이다. 그가 영국적 음악어법을 재창조하여 다음 세대로 하여금 그들의 민족성을 당연한 것으로 여기게 하도록 했다는 점과 영국 음악의 부흥에 있어서 교향곡이 중심적 의미를 갖는 형식이 되도록 많은 업적을 쌓았다는 점은 역사적으로 보아 이러한 작품들에서만은 아니지만 그가 인간의 조건에 관심을 쏟아 그 점의 부각시켰음은 현대 낭만주의 음악사에 대한 그의 독창적 기여라고 평가되어야 한다.

## 작품

### 가극(오페라)
- 소몰이 휴 (1910~14)
- 즐거운 산의 양치기 (1922)
- 사랑에 빠진 존 경 (1924~28)
- 바다로 가는 사람들 (1925~32)
- 독의 키스 (1929)
- 천로역정(1909~51)

### 발레
- 성탄절 밤에(1926)
- 욥(1930)
- 결혼식 날(1938~39)

### 교향곡
- 교향곡 1번 라장조 “바다” (A Sea Symphony) (1909년 작곡,1923년 수정)
- 교향곡 2번 사장조 “런던” (Symphony No.2 in G major ‘London’) (1914년)
- 교향곡 3번 바장조 “전원” (Symphony No.3 in F major ‘Pastral’)
- 교향곡 4번 바단조 (Symphony No.4 in F minor)
- 교향곡 5번 라장조 (Symphony No.5 in D major)
- 교향곡 6번 마단조 (Symphony No.6 in E minor)
- 교향곡 7번 마단조 “남극” (Sinfonia Antartica 'Symphony No.7 in E minor') (1953년)
- 교향곡 8번 라단조 (Symphony No.8 in D minor)
- 교향곡 9번 마단조 (Symphony No.9 in E minor)

### 관현악곡
- 세레나데 가단조 (1898년)
- 영웅의 슬픈 노래와 승리의 후일담 (1900년)
- 전원 모음곡 (1901년)
- 벌리 히스(관현악 인상)(1902–03년)
- 솔렌트(관현악 인상)(1902–03년)
- 소택지에서(교향시)(1904년)
- 노퍽 광시곡 1번 마단조 (1906~1914년)
- 노퍽 광시곡 2번 라단조 (1906년, 발표 철회/2002년에 재구되고 녹음)
- 하넘 다운(관현악 인상)(1904–07년)
- 토마스 탈리스 주제에 의한 환상곡(1910년)
- 푸른 옷소매 환상곡(1934년)
- 두 개의 찬송가 전주곡(1936년)
- 부자와 나사로 주제에 따른 변주곡 (1939)
- 파르티타(이중 현악합주)(1948년)
- 합주 협주곡(1950)

### 관악 합주곡
- 바다의 노래(1923)
- 변주곡(1957)

### 협주곡
- 환상곡(피아노)(1896)
- 종달새의 비상(바이올린)(1914~20)
- 학구파 협주곡 라단조(바이올린)(1924~25)
- 피아노 협주곡 다장조 (1926-31)
- 모음곡(비올라)(1934년)
- 암흑전원곡 (첼로) (1942–43)
- 오보에 협주곡 가단조(1944년)
- 로망스 내림 라장조(하모니카)(1951년)
- 튜바 협주곡 바단조(1954년)

### 실내악
- 5중주(클라리넷, 호른, 피아노 3중주)(1898)
- 피아노 5중주(바이올린, 비올라, 첼로, 더블베이스, 피아노)(1903)
- 현악 4중주 1번 사단조(1908)
- 환상 5중주(바이올린2, 비올라2, 첼로)(1912)
- 영국 민요에 따른 6개의 연습곡(첼로[또는 클라리넷이나 바이올린, 비올라도 가능]와 피아노)(1926)
- 모음곡(파이프[관악기의 일종])(1939)
- 현악 4중주 2번 가장조(1942~44)
- 바이올린 소나타 가단조(1952)

### 피아노
- 오스티나토 소품(1905)
- 6개의 짧은 소품 모음곡(1921)
- 6개의 교육용 소품(1934)
- 겨울 소품(1943)

### 오르간
- 3개의 전주곡(1920)
- 전주곡과 푸가(1921)
- 웨일스 민요에 따른 2개의 전주곡(1956)

### 합창
- 캠브리지 미사(1899)
- 찬송가 '무명(無名, Sine Nomine)'(1906)
- 5개의 신비한 노래(1911)
- 무반주 미사곡 사단조(1922)
- 테 데움 사장조(1928)
- 음악의 세레나데(1928)
- 옥스퍼드의 슬픈 노래(1949)

### 가곡
- 여행의 노래(바리톤, 관현악)(1901~4)
- 웬로크의 벼랑(연가곡)(1909)
- 4개의 찬송가(테너, 피아노)(1914)
- 4개의 마지막 노래(1954~58)

## 참고 문헌